# Люлин (район)
Вижте пояснителната страница за други значения на Люлин.
Люлин е най-населеният административен район в Столичната община. Към 15 юни 2023 г. в района са регистрирани 111 698 души по настоящ адрес и 118 765 души по постоянен адрес.
Разположен е в северозападната част на град София и включва ж.к. „Люлин“ – най-големия жилищен комплекс в Република България (съставен от 11 части), по-малките квартали Филиповци (разделен на кв. и ж.к.) и Република, разположени извън Околовръстния път, както и Складово-производствена зона Модерно предградие (СПЗ Модерно предградие). Населението на района е около 124 691 души, площта – 2222 хектара (22,22 кв. км.).
Софийският квартал Люлин е с население приблизително колкото град Плевен.
Границите на район „Люлин“ са:
- на север, североизток – бул. „Европа“, бул. „Околовръстен път“, ж.п. линията Волуяк – Връбница, бул. „Панчо Владигеров“ и бул. „Сливница“
- на юг, югоизток – река Суходолска, Западен парк, границата с район „Овча купел“ и Автомагистрала „Струма“
- на запад – границата с район „Банкя“ и Логистичен парк „Божурище“

## Квартали
- Друмо (Карта) – основната част
- Люлин (Карта)
- Република (Карта)
- Смърдана (Карта) – малка част
- Трънска махала (Карта)
- Филиповци (квартал) (Карта)
- Филиповци (жилищен комплекс) (Карта)

Районът включва също малка част от Западния парк (Карта) и невключени в определен квартал обработваеми земи и промишлени зони, включително Складово-производствена зона „Модерно предградие“ (Карта).

## Жилищен комплекс „Люлин“
Комплексът „Люлин“ е квартал в София, кръстен на близката планина Люлин. Включен е в административен район „Люлин“ на Столичната община. „Люлин“ е най-големият жилищен комплекс (комплекс с жилищни блокове) в България.

### Разположение
Люлин е разположен в северозападната част на София. Западно от квартала се намират околовръстният път и кварталите „Филиповци“ и „Република“. Северно от комплекса е разположен булевард „Сливница“ (бивш „Вълчо Иванов“, наричан още в Люлинската си част бул. „Европа“, а преди това „Баба Парашкева“). На североизток от квартала, отвъд бул. „Европа“ е кв. „Модерно предградие“. На югоизток се намират Западен парк – един от няколкото големи градски паркове в София и вилна зона „Смърдана“.

### История
В средата на 60-те години на ИПП „Софпроект“ е възложено проектирането на голям жилищен район за около 120 000 души в северозападната част на София на територията на тогавашния квартал Модерно предградие и на свободните площи около него. По онова време Модерно предградие е квартал, застроен с малоценен и силно амортизиран жилищен фонд и без почти никаква инфраструктура. Бъдещият комплекс получава името на съществуващия район и започва да се нарича ж.к. Модерно предградие.
Проектът за района е изготвен от колектив на „Софпроект“ с ръководител първоначално арх. Неделчо Паскалев, а впоследствие арх. Кирил Бочков и е завършен през 1969 г. Съгласно плана комплексът е трябвало да се състои от 11 микрорайона, организирани около две взаимно перпендикулярни главни пътни артерии (днешните булеварди „Царица Йоанна“ и „Панчо Владигеров“) и централна зона, в която да бъде построен главният административен и културен обществен център на района. В отделните микрорайони е предвидено изграждането на многоетажни паркинги за автомобилите на жителите, както и редица магазини, училища, детски градини, спортни съоръжения (стадион, плувен басейн и др.). Освен това планът предвижда и реконструкция на бул. „Баба Парашкева“/бул. „Вълчо Иванов“ (днес бул. „Европа“/бул. „Сливница“) по подобие на бул. „Цариградско шосе“ с изграждане на кръстовища на две нива без светофари за бързо и комфортно придвижване до центъра на града. В самия комплекс също са проектирани пътни съоръжения, облекчаващи движението (напр. кръстовището на двете главни улици е проектирано като кръгово, а при сегашната метростанция „Западен парк“ е предвиден пътен възел на две нива).
Съгласно проекта, цялото жилищно строителство в комплекса е трябвало да се изпълни по индустриализирани методи – главно едропанелно (около 70%), но също и с едроплощен кофраж (при сгради с повече от 9 етажа) и с пакетно-повдигани плочи. При изготвянето на подробните планове на отделните микрорайони, архитектите проектанти се стараят по всякакъв начин да преодолеят еднообразието на панелните сгради, като раздвижват обемите на отделните секции, преместват ги по-напред или по-назад спрямо съседните и ги проектират с различна етажност.
Строителството в комплекса започва през 1973 г. Според плана панелните сгради в Люлин се строят по двете най-нови тогава номенклатури за панелно строителство, разработени през 1969 г. – Бс-69-Сф (разработена от ИПП „Софпроект“ и прилагана от ДК-1 „Военна рампа“) и Бс-2-69 (разработена от НипроИТИС като подобрение на по-старата Бс-2-64 и прилагана от ДК-2 „Земляне“). Строежът започва от трети микрорайон (с блок 318), а по-късно се навлиза във втори и първи. Следват шести, четвърти, пети и седми. Всички тези микрорайони се строят на свободни площи и основното им изграждане завършва около 1978 – 1979 г. Около 1977 г. започва настаняването в готовите жилища. По това време се разкриват и първите автобусни линии от комплекса към пл. Сточна гара – автобуси 108, 109 и 110.
В хода на строежа първоначалният проект е променен и броят на микрорайоните е намален от 11 на 10 (площта на днешните 8-и, 9-и и 10-и микрорайон бива разделен на три, вместо на четири). Днес комплексът отново има 11 части, но последната не носи номер 11, а е наименувана „Люлин Център“. Променен е и планът на шести микрорайон (първоначално спортните съоръжения са предвиждани в западната му част откъм днешния бул. „Панчо Владигеров“, а жилищата са съсредоточени в източната, но според новия проект местата на двете зони се разменят). Междувременно (около 1976 г.) новият комплекс бива наречен „Люлин“. През 1978 г. се открива и първата тролейбусна линия до квартала – № 6 (Люлин 1 – Сточна гара, по-късно удължена до Люлин 3). През 1979 г. се разкрива и автобусна линия 112.
До първата половина на 80-те години са изградени и останалите три микрорайона (8-и, 9-и и 10-и), но част от тях (откъм бул. „Европа“) остава незавършена. Не се реализират предвидените спортни съоръжения, главният обществен център, многоетажните паркинги и реконструкцията на бул. „Баба Парашкева“ и бул. „Вълчо Иванов“. В този период се откриват бързи автобусни линии по маршрутите на 109 и 110. Това са 309 и 310. През 1985 г. е открита и втората тролейбусна линия – тролейбус № 7, а в края на 80-те с построяването на тунел „Люлин“ и първия пряк път към центъра на града влиза в експлоатация и първото трамвайното трасе в района, това е линия 21, впоследствие преномерирана на сегашната трамвайна линия 8. От 1986 до 1993 година се движи и автобусната линия „Експрес Люлин“ (от бул. Райчо Даскалов през Кооперативния пазар, бул. Вълчо Иванов до Лъвов мост, впоследствие и до Сточна гара). В края на 80-те за няколко години се движат и тролейбуси 10 и 12, които дублират отчасти линии 6 и 7. През 90-те години автобусни линии 109, 110 и 112, както и тролейбусни линии 10 и 12 са закрити.
Линията на първия лъч на метрото от жилищния комплекс до бул. Константин Величков е пусната в частична експлоатация през 1998 г., 19 години след първата копка. Няколко години по-късно тя е удължена до центъра на София, а от септември 2009 г. метролинията от Обеля и Люлин е удължена до ж.к. Младост 1. Днес тя достига до ж.к. Младост 4 и до Терминал 2 на Летище София.

### Жилищно строителство
Ж.к. „Люлин“ е разделен на 11 микрорайона. Микрорайони 1 – 5 са разположени до Околовръстния път, микрорайони 6 и 7 са южно от булевардите „Царица Йоанна“ и „Панчо Владигеров“, а микрорайони 8 – 10 са между бул. „Сливница“ и бул. „Царица Йоанна“ (бивш бул. „Пиротски“), под който минава Линия 1 на софийското метро. В центъра на комплекса е разположен „Люлин Център“.
Трицифрената номерация на блоковете в Люлин е свързана с номера на микрорайона, в който се намират. Така в микрорайоните от Люлин 2 до Люлин 9 цифрата на стотиците на номерата на блоковете съвпада с номера на съответния микрорайон, т.е. в Люлин 2 номерата на блоковете започват с 2хх, в Люлин 3 – с 3хх, в Люлин 4 – с 4хх и т.н. до Люлин 9, където номерата са 9хх. По-различно е с микрорайони 1 и 10 – в Люлин 1 номерата са 0хх, а в Люлин 10 – 1хх. В „Люлин-център“ са от 751 до 799.
Строителството в ж.к „Люлин“ е предимно едропанелно. Панелните блокове в комплекса са строени от началото на 70-те до средата на 90-те години на ХХ век. ЕПК блокове има почти във всички части на квартала, изключение прави само Люлин 1. ЕПК-сградите, които са от западната страна на бул. „Добринова скала“ (преди това – „XI конгрес на БКП“) са нови, но в тях няма ТЕЦ. Новото строителство е съсредоточено предимно в микрорайоните, през които минава Столичното метро и около центъра на комплекса. Стари тухлени блокове, строени преди 1990 г., се срещат изключително рядко. В североизточните части на Люлин 9 и Люлин 10, до границата с бул. „Сливница“, има еднофамилни къщи с дворове и няколко нови кооперации. В Люлин 8, около големите магазини Билла и Технополис, тече усилено строителство на нови жилищни сгради. В Люлин 3, Люлин 6 и Люлин 7 в последните години се разгърна строителството на офис и жилищни сгради. В останалите микрорайони от няколко години насам се строят самостоятелни търговски обекти.

### Транспорт
В Люлин с различен брой линии са представени всички видове обществен транспорт, функциониращи в София.
Входно-изходните пътни артерии на района са „тунела на Люлин“, кръстовището „Орион“, ул. „Филиповско шосе“, бул. „Европа“/бул. „Сливница“.
Към ж.к. Люлин водят тролейбусни линии 6 и 7, трамвайна линия 8 и автобусни линии 42, 47, 49, 54, 81, 82, 108, 111, 309 и 310. На територията на жилищния комплекс са разположени и три метростанции от Първи метродиаметър на Софийското метро – „Западен парк“, „Люлин“ и „Сливница“.
През жилищния комплекс минават т.нар. маршрутки (маршрутни таксита) с номера 6, 16, 32, 35, 31 и маршрутна линия Люлин-НДК-Люлин(без номер).
Част от историята на ж.к. Люлин са автобусни линии 43, 53, 109, 110, 112, 294Е, „Експрес Люлин“, тролейбусни линии 6Б, 10 и 12, маршрутни линии 1, 3, 14, 23, 25, 38 и 39, а също така и трамвайна линия 21, преномерирана на линия 8. В кратък период са съществували и двете линии, като ТМ8 е пътувал от Люлин 5 до Централна гара, а ТМ21 е пътувал отново от Люлин 5 до Съдебната палата. 

### Образование, култура, здравеопазване и администрация
Образователната система, решена на териториален принцип по микрорайони, включва: 11 обединени детски заведения (ОДЗ), 4 детски градини (ДГ) и комплекс за детско хранене.[източник? (Поискан преди 13 дни)]
Училищата в района са:
- 137-о СУ „Ангел Кънчев“ – 1-ви микрорайон, на ул. 335;
- 90-о СУ „Ген. Хосе де Сан Мартин“ – 2-ри микрорайон, на ул. 204;
- 33-то ОУ „Санкт Петербург“ – 3-ти микрорайон, на ул. 307;
- 96-о СУ „Лев Николаевич Толстой“ – 4-ти микрорайон, на ул. „Никола Беловеждов“;
- 97-о СУ „Братя Миладинови“ – 5-и микрорайон, на ул. „Кап. Иван Златев“;
- 27-о СУ „Акад. Г. Карасалавов“ – 6-и микрорайон, на ул. „Петър Горанов“;
- Частна немска езикова гимназия „Ерих Кестнер“ – 6-и микрорайон, ул. „Полк. Никола Попов“
- 79-о СУ „Индира Ганди“ – 7-и микрорайон, на ул. 704;
- 56-о СУ „Проф. Константин Иречек“ – 8-и микрорайон, на ул. „Търново“;
- 40-о СУ „Луи Пастьор“ – 9-и микрорайон, на ул. „Иван Бойчев“;
- 37-о СУ „Райна Княгиня“ – 10-и микрорайон, на бул. „Луи Пастьор“.

На територията на комплекса се намира новопостроената църква „Св. св. Климент Охридски“ на ъгъла на булевардите „Панчо Владигеров“ (бивш „Красная Пресня“) и „Джавахарлал Неру“; Културен център „Люлин“ и четири читалища.
Жилищен комплекс „Люлин“ е един от районите с най-младо население в столицата. Жителите му ползват здравните услуги на ДКЦ, разположен в сградите на двете бивши поликлиники 26-а (2-ри микрорайон) и 12 ДКЦ (9-и микрорайон), два стоматологични центъра, една частна клиника „Медива“ и множество лекари-специалисти с частна практика.
В края на 2010 г. на бул. „Д-р Петър Дертлиев“ 81 (в 6-и микрорайон) е открита единствената многопрофилна болница в квартала – МБАЛ „Люлин“. Болницата предлага пълна гама от здравни услуги, включително общопрактикуващи лекари, клинична лаборатория, рентгенология и отделения за лежащо болни.
Седалището на Район „Люлин“ се намира в 3-ти микрорайон, на бул. „Захари Стоянов“ 15.

### Икономика и спорт
На територията на Люлин Център се намират първата подобна на мол сграда (Силвър Сентър), спортна зала на „Левски“ (Сиконко), както и големият открит басейн „Люлин Бийч“. В този микрорайон се намира и един от големите магазини на търговската верига „ФАНТАСТИКО“, който има и още един голям магазин в Люлин 1. На бул. „Царица Йоанна“ до Метростанция „Люлин“, в южната част на 8-и микрорайон, са разположени хипермаркети на търговските вериги „Билла“ и „Технополис“. На същия булевард, близо до бул. „Луи Пастьор“ се намира и филиал на веригата магазини за бяла и черна техника „Зора“. Близо до метростанция „Западен парк“ се намират и едни от най-големите мебелни магазини в столицата – „ARON“ и „Лабиринт“. Там се намира и MEGA MALL – първият голям търговски център в западната част на София, който е свързан чрез топла връзка с метростанция „Западен парк“.
До кръстовището на бул. „Джавархавал Неру“, бул. „Захари Стоянов“ и бул. „Панчо Владигеров“, между Люлин 3 и Люлин 4 и непосредствено до североизточния ъгъл на Люлин 6, се намира един от най-големите кооперативни пазари в столицата – това място се приема за център на жилищния комплекс. Освен това там има и супермаркет от веригата „ЕВРОПА“, множество заведения за бързо хранене и кафенета. Жилищният комплекс разполага още с няколко казина, билярден център и „Мега Екстърийм“ център за забавления. В квартала са разположени също и филиали на големите вериги магазини за бяла и черна техника „Техномаркет“ и „Техномикс“ и магазин от веригата за строителни материали „Мосю Бриколаж“. В близост е и магазин на „МЕТРО“. В района има обособена и промишлена зона. В микрорайоните на комплекса са разпръснати десет бензиностанции от различни вериги, главно разположени около входно-изходните точки на комплекса.
В квартал Люлин се намира също така и магазин „Кауфланд“ разположен на булевард Индира Ганди.
През 2018 година е открит и вторият магазин на Лидл в района, срещу централна поща Люлин, а към 2022 година магазините на веригата в квартала с три.

## Население
В общия брой на населението на район „Люлин“ е включено и населението на кв. „Рупублика“ (384 души), кв. „Филиповци“ (2050 души) и ж.к. „Филиповци“ (2949 души). Тяхното население се брои отделно, защото те са с допълнителна администрация – имат така наречения главен специалист.

### Етнически състав
Преброяване на населението през 2011 г.
Численост и дял на етническите групи според преброяването на населението през 2011 г.:
|                     | Численост | Дял (в %) |
| Общо                | 114 813   | 100.00    |
| Българи             | 101 258   | 88.19     |
| Турци               | 550       | 0.47      |
| Цигани              | 3789      | 3.30      |
| Други               | 759       | 0.66      |
| Не се самоопределят | 341       | 0.29      |
| Неотговорили        | 8116      | 7.06      |

## Културни забележителности
На територията на района се намира църквата „Св. Климент Охридски“ (1999), културен център „Люлин“ и няколко читалища.

## Галерия
- Блок 608, изграден по номенклатура Бс-2-69. Виждат се характерните за сградите по тази номенклатура издадени напред стълбищни клетки.
- Търговски комплекс „Силвър Сентър“
- Люлин е квартал на контрастите
- Храм „Св. Климент Охридски“ (1999)
- Плажът в Люлин
- Изглед от тунела
- Люлин през нощта
- Централата на Булгаргаз във 2-ри микрорайон
- Трамвай 8 в „Люлин 5“
- Търговски комплекс "Грийн център"